# 拉兰斯
拉兰斯（法語：Laruns，法語發音：[laʁœ̃s]）是法国大西洋比利牛斯省的一个市镇，位于该省东南部，属于奥洛龙-圣玛丽区。

## 地名
该地名“Laruns”发音为[laʁœ̃s]，字母“s”发音，《世界地名翻译大辞典》与《世界地名译名词典》将其误译作“拉兰”。

## 地理
拉兰斯（42°59'14"N, 0°25'38"W）面积248.96 平方千米，位于法国新阿基坦大区大西洋比利牛斯省，该省份为法国东南部省份，涵盖了贝阿恩与北巴斯克，西临大西洋比斯開灣，北至朗德省，东北接热尔省，东临上比利牛斯省，南与西班牙接壤。
与拉兰斯接壤的市镇（或旧市镇、城区）包括：欧博讷、贝奥斯特、卢维苏比龙、阿斯特-贝翁、热尔-贝莱斯唐、艾迪尤斯、阿库斯、塞特-埃甘、埃措特、于尔多斯、哈卡、坎弗兰克、萨连特德加列戈、阿朗斯-马尔苏斯。
拉兰斯的时区为UTC+01:00、UTC+02:00（夏令时）。

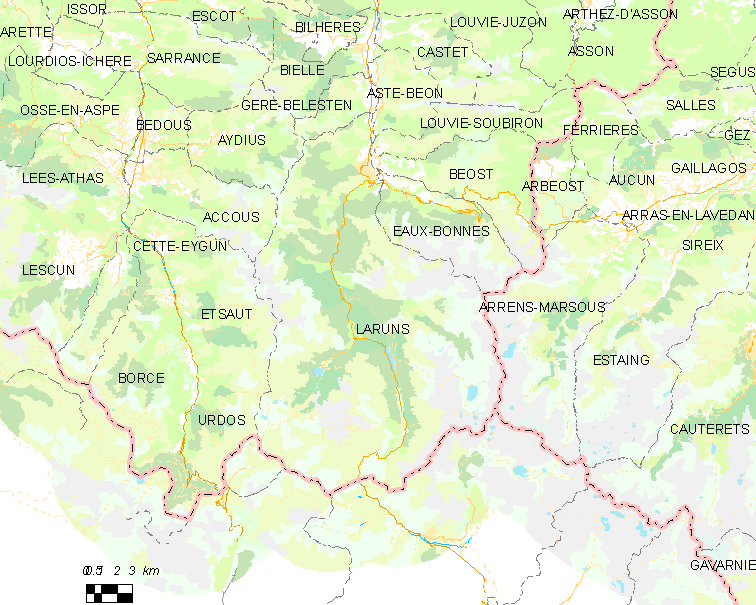
拉兰斯的OSM定位图

## 行政
拉兰斯的邮政编码为64440，INSEE市镇编码为64320。

## 政治
拉兰斯所属的省级选区为奥洛龙-圣玛丽第二县。

## 人口

1962-2008年间拉兰斯人口变化图示

拉兰斯于2022年1月1日时的人口数量为1178人。